# Expédition américano-germanique au Nanga Parbat de 1932
Pour les articles homonymes, voir Expédition allemande au Tibet.

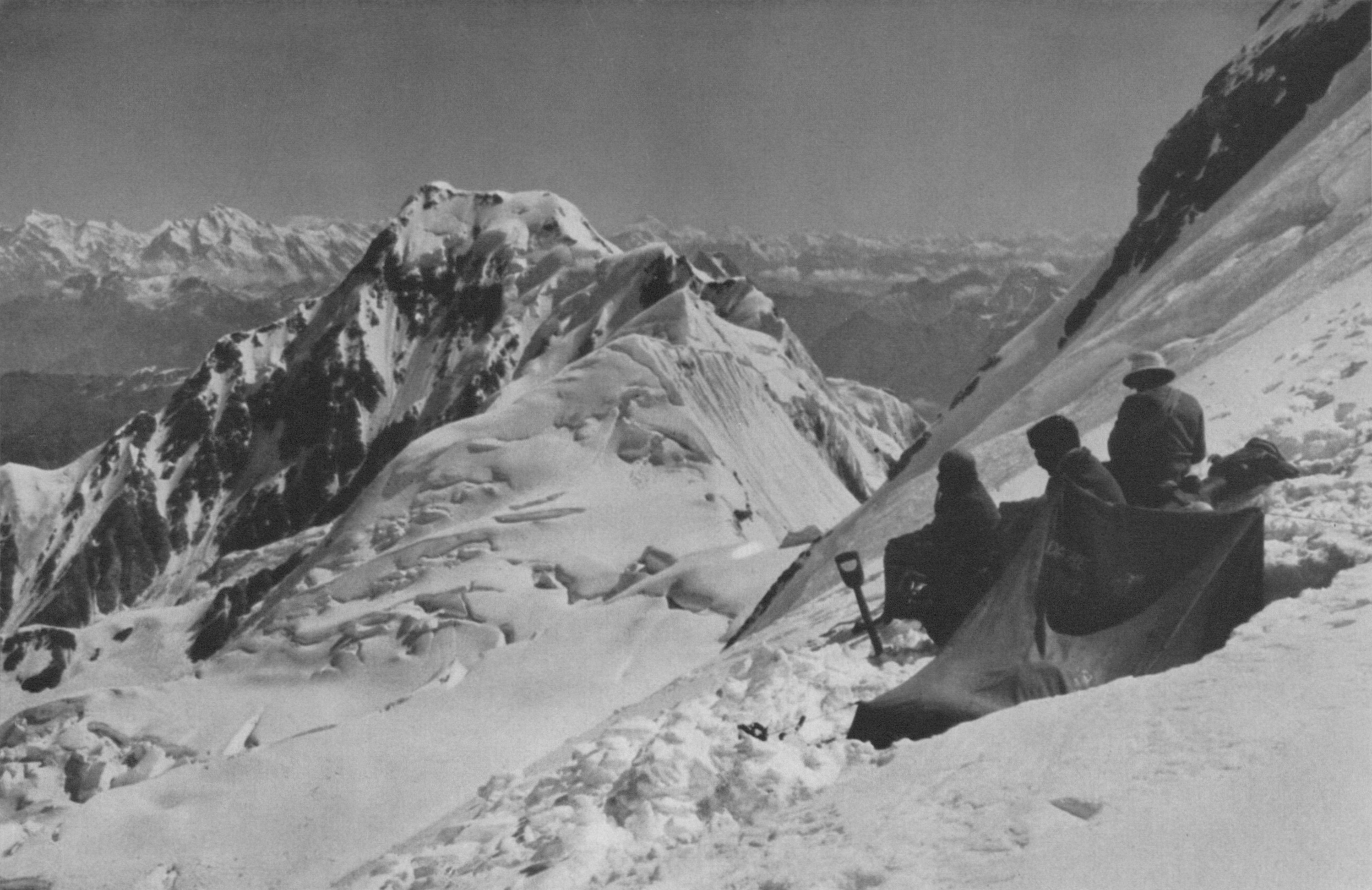
Les membres de la DAHE sur au camp (6600 m). En contrebas, le pic Chongra gravi plus tôt lors de l'expédition.

L’expédition américano-germanique au Nanga Parbat de 1932 (en allemand : Deutsch-Amerikanische Himalaya-Expedition, DAHE) est une expédition alpine qui vise à réaliser la première ascension du Nanga Parbat (8 126 m), au Pakistan, dans l'Himalaya. Il s'agit de la première des six expéditions au Nanga Parbat, entreprises par des alpinistes du Reich allemand dans les années 1930.

## Contexte et tentatives précédentes
En 1895, l'alpiniste anglais Albert F. Mummery conduite par la première tentative l'ascension du Nanga Parbat, qui se situait dans l'État princier de Jammu et Cachemire. Leur expédition légère et innovante pour l'époque est la première tentative d'ascension d'un sommet de plus de 8 000 mètres d'altitude. Elle est composée de John Norman Collie, Geoffrey Hastings, Albert Mummery et deux porteurs Gurkhas, Ragobir et Goman Singh. Mummery disparaît le 24 août 1895 avec les deux porteurs, emporté par une avalanche alors qu'il faisait une reconnaissance de la face Rakhiot. Les corps n'ont jamais été retrouvés,.
En 1910, l'éditeur et auteur de littérature alpine Walter Schmidkunz acquiert les droits d'édition pour l'Allemagne sur les travaux de Mummery. Schmidkunz étudie la littérature existante sur le Nanga Parbat et fait part, dans les années 1920, à Willo Welzenbach et Paul Bauer dans sa conviction qu'une ascension par la face nord-est du Rakhiottal était possible.
En 1929, le pionnier de l'alpinisme allemand Willo Welzenbach reprend l'idée de Mummery et Schmidkunz et met sur pied un plan d'ascension par la face ouest du Nanga Parbat, en empruntant la voie du Diamir. La première expédition au Nanga Parbat depuis Mummery devait avoir lieu à l'automne 1930. Cependant, peu de temps qu'elle ne débute, l'expédition subventionnée par le Ministère des affaires étrangères allemand est annulée.
En 1932, Paul Bauer parvient enfin à obtenir le soutien du Ministère des affaires étrangères et les préparatifs de l'expédition reprennent. Welzenbach ne peut y participer car son employeur, la ville de Munich, ne lui accorde pas de vacances. Il suggère alors Willy Merkl comme chef de l'expédition.
Welzenbach choisit le Nanga Parbat qui, par rapport aux autres sommets de plus de 8 000 mètres d'altitude, avaient deux avantages importants. D'une part, il est idéalement situé à proximité de grandes villes et les voies de communication en Inde. D'autre part, en raison de sa « faible » altitude (8 125 m) par rapport aux autres sommets, son ascension pourrait se réaliser sans alimentation en oxygène. Selon les calculs de Welzenbachs, qui était membre du club alpin académique de Munich (de), une expédition au Nanga Parbat devait comprendre entre cinq et sept grimpeurs. Parmi les membres retenus pour l'expédition, qui joueront des rôles importants dans les expéditions ultérieures, figurent Hans Hartmann, Martin Pfeffer et Karl Wien.

## Membres de l'expédition
Les membres de l'expédition sont : les Allemands Willy Merkl, le chef de l'expédition, Fritz Bechtold, Herbert Kunigk, Felix Simon et le docteur Hugo Hamberger, qui était le médecin de l'équipe, l'Autrichien Peter Aschenbrenner, ainsi que Fritz Wiessner qui avait émigré en 1929 d'Allemagne aux États-Unis. Enfin, les Américains Elbridge Rand Herron et Elizabeth Knowlton, correspondants dans les médias américains, prennent également part à l'expédition,. L'expédition est accompagnée par un agent de liaison britannique, le capitaine R. N. D. Frier.

## Déroulement

### Les préparatifs

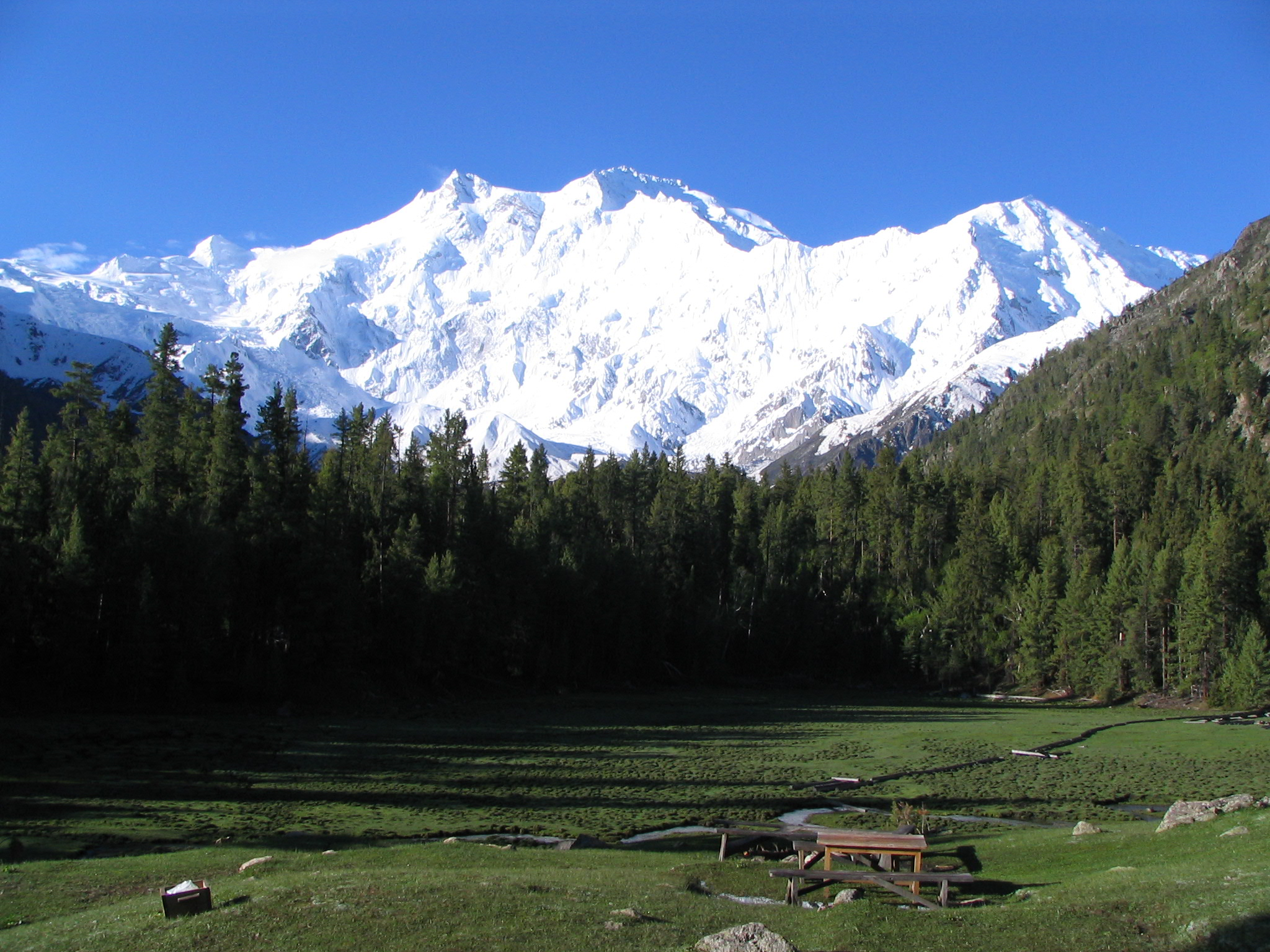
La « prairie des fées » (Märchenwiese) avec une vue imprenable sur le Nanga Parbat

L'arrivée et la marche à travers l'Himalaya dure pendant deux mois, jusqu'à 200 porteurs sont utilisés. Cependant, Merkl réalise d'importantes erreurs dans la planification de l'expédition. Aucun porteur Sherpa expérimenté n'avait été prévu, les porteurs de haute altitude devront donc renoncer à l'ascension une fois sur site.
Après plusieurs détours forcés et consommateurs d'énergie, les grimpeurs découvrent que l'accès à la face Rakhiot — voie principale pour commencer l'ascension — n'était possible que depuis l'Inde. Ces détours conduisent cependant l'équipe à faire une découverte particulière : une prairie avec vue sur le Nanga Parbat qu'elle surnomme Märchenwiese (la « prairie des fées »).

### Tentative d'ascension et décision d'annuler l'expédition
Le camp de base est installé à une altitude de 3 967 m. L'ascension débute, contrairement à plans d'origine de Welzenbachs, à travers les crevasses du glacier du Rakhiot situé sur la face Rakhiot (face nord). Peter Aschenbrenner et Hugo Hamberger réalisent ensemble la première ascension du pic Chongra (en) (6 830 m) le 14 juin ; et, en compagnie d'Herbert Kunigk la première ascension du pic Rakhiot (en) (7 070 m) le 16 juin. Le 29 juillet, quatre semaines après être partie, l'équipe établit le camp VII à 6 950 m d'altitude, celui-ci devait être le point de départ pour l'ascension du sommet. Les membres de l'expédition parviennent à quelques centaines de mètres du Silbersattel (le « plateau d'argent »), une zone où la pente diminue vers 7 400 m. Cependant, l'apparition de mousson, synonyme de trois semaines de vents violents, contraint les alpinistes à renoncer à l'ascension du sommet. Ils se réfugient à 7 000 m, près de la Tête de Maure (Mohrenkopf), surnom qu'ils avaient donné à un rocher noir, et se résolvent à mettre fin à l'expédition. Ils rentrent sans pertes au camp de base.
Elizabeth Knowlton atteint une altitude d'environ 6 100 m avant de refuser de continuer l'ascension avec les autres grimpeurs. Knowlton est l'une des premières femmes alpinistes à dépasser une altitude de 20 000 pieds (6 096 m). Dans le récit officiel qu'il fera a posteriori et dans ses rapports hebdomadaires à destination de la presse, le chef de l'expédition Willy Merkl dans son expédition signalera sa participation à l'expédition mais réduira son rôle à l'accomplissement de tâches ménagère dans le camp de base, il mentionnera seulement la présence d'un « visiteur de marque » au camp IV, c'est Knowlton elle-même qui écrira qu'elle avait passé plus d'un mois à environ 6 100 m d'altitude.
Sur le chemin du retour, l'Américain Elbridge Rand Herron visite Alexandrie et Le Caire. Après les difficultés et les dangers inhérents à la tentative d'ascension d'un sommet de huit mille mètres - pendant laquelle il avait échappé de justesse à une avalanche - il meurt dans un accident sur la pyramide de Khéphren à Gizeh. Pour les habitants de la région du Nanga Parbat, c'était le « démon » de la montagne, qui l'avait frappé.

## Expéditions ultérieures dans les années 1930
Le Nanga Parbat est alors considéré en Allemagne comme le « Saint Graal » de l'alpinisme sportif. Après l'échec de l'expédition américano-germanique de 1932, trois autres expéditions seront organisées : la deuxième expédition a lieu en 1934, la troisième expédition en 1937 et la dernière en 1939 avec Heinrich Harrer et Peter Aufschnaiter. Les six expéditions organisées dans les années 1930 seront toutes des échecs et il faudra attendre le 3 juillet 1953 pour que le Nanga Parbat soit vaincu par l'alpiniste autrichien Hermann Buhl.

### Sources et bibliographie
- (en) Elizabeth Knowlton, The naked Mountain. Putnam's, New York 1933
- (de) Fritz Bechtold, Deutsche am Nanga Parbat (Behandelt die „Deutsche Himalaya-Expedition 1934“), Bruckmann, Munich, 1935  (ISBN 0012919292)
- (de) Paul Bauer, Das Ringen um den Nanga Parbat. 1856–1953, Munich, 1955
- (de) Karl Maria Herrligkoffer, Nanga Parbat. Sieben Jahrzehnte Gipfelkampf in Sonnenglut und Eis., Francfort/Berlin 1967
- (de) Helfried Weyer, Norman G. Dyhrenfurth, Nanga Parbat, der Schicksalsberg der Deutschen, Karlsruhe, 1980
- (de) Helmuth Zebhauser, Alpinismus im Hitlerstaat, Bergverlag Rother, Ottobrunn, 1998  (ISBN 978-3-7633-8102-9)
- (de) Ralf-Peter Märtin, Nanga Parbat. Wahrheit und Wahn des Alpinismus, Berlin, 2002
- (de) Peter Mierau, Nationalsozialistische Expeditionspolitik, Herbert Utz Verlag, Munich, 2006  (ISBN 978-3-8316-0409-8)